# Westland Wagtail
Westland Wagtail (pol. Pliszka) – brytyjski samolot myśliwski z okresu I wojny światowej.

## Historia
Samolot został opracowany w wytwórni Westland Aircraft na podstawie specyfikacji dowództwa lotnictwa brytyjskiego nr A.I(a) z 1917 roku dla samolotu myśliwskiego i rozpoznawczego. Samolot ten powinien posiadać silne uzbrojenie oraz dużą prędkość w porównaniu do istniejących konstrukcji. Tak opracowany dwupłat został w wytwórni oznaczony jako Westland Wagtail.
Był to dwupłat o konstrukcji mieszanej, wyposażony w silnik gwiazdowy ABC Wasp o mocy 172 KM, wyposażony w dwa karabiny maszynowe Vickers zamontowane w kadłubie samolotu przed kabiną pilota, strzelające przez łopaty śmigła. Planowano również zamontowanie dwóch kolejnych karabinów w skrzydłach, lecz w prototypach zamontowano jedynie karabiny w kadłubie.
Pierwszy prototyp samolotu został oblatany w kwietniu 1918 roku, jednak wkrótce po pierwszym swoim locie uległ spaleniu. Zbudowano jeszcze dwa kolejne prototypy, lecz okazało się, że zastosowany w nich silnik ABC Wasp jest niedopracowany i zawodny. Ostatecznie zrezygnowano z dalszych prac nad tym silnikiem, jak również samolotem.
Zbudowano jeszcze dwa samoloty tego typu, w których zastosowano jednak silnik Amstrong Siddeley Lynx o mocy 152 KM (112 kW). Samoloty służyły jako latające paltformy dla testów tych silników.
Łącznie w latach 1918–1920 zbudowano 5 prototypów tego samolotu.

## Użycie w lotnictwie
Samoloty Westland Wagtail używano tylko do lotów testowych, dwa ostatnie prototypy zaś do testowania silników.